# Lager

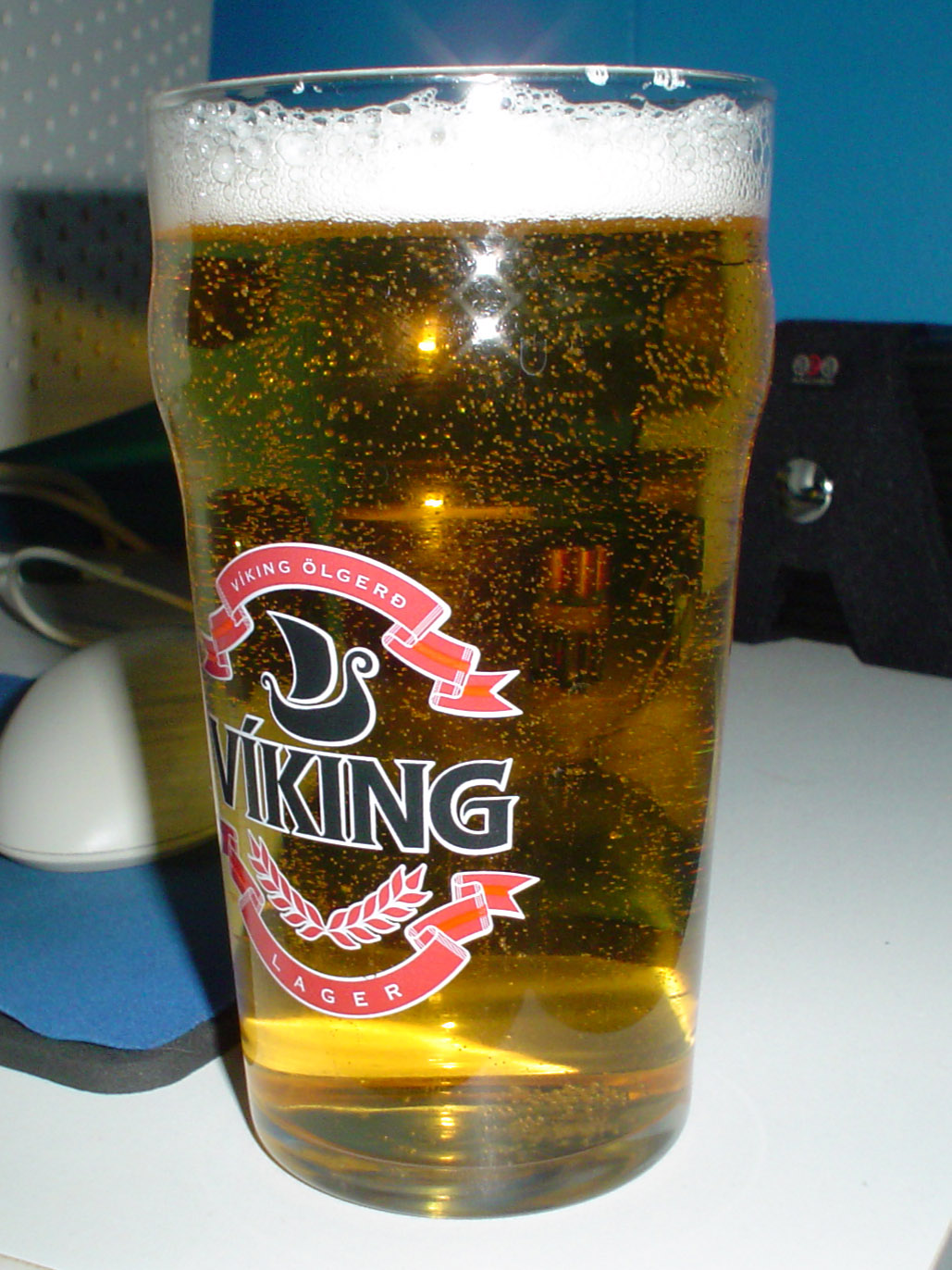
Lager

Lager – rodzaj piwa. W typologii piwnej lager oznacza każde piwo dolnej fermentacji, w przeciwieństwie do piw górnej fermentacji, czyli ale. W tym znaczeniu lager jest określeniem całej grupy piw, którą cechuje użycie drożdży dolnej fermentacji oraz niskiej temperatury leżakowania. Do grupy tej należą m.in. pilznery, koźlaki, piwa marcowe, portery bałtyckie i inne. W drugim, węższym znaczeniu, lager to jeden z najpospolitszych rodzajów piwa dolnej fermentacji usytuowany w typologii piwnej pomiędzy pilznerem a piwami marcowymi.

## Nazwa
Słowo lager (cz. ležák) wywodzi się z niem. Lagerbier, które z kolei pochodzi od czasownika lagern, czyli leżakować, składować. Fermentowanie piw dolnej fermentacji (lagerów) odbywa się w niższych temperaturach (ok. 6-12 °C), gdyż takich wymagają stosowane przy ich produkcji drożdże Saccharomyces pastorianus. Z tego powodu warzenie tych piw odbywało się dawniej jedynie w miesiącach zimowych, jednakże ze względu na bardzo dobre właściwości przechowywania w niższych temperaturach piwo to mogło zachować swoją trwałość i świeżość aż do jesieni. Przechowywane było najczęściej w piwnicach, które dodatkowo wypełnione były naturalnym lodem. Pojęcie lager odnosi się więc historycznie do możliwości długiego leżakowania tych piw, które nie były poddawane żadnym innym metodom utrwalania, jak np. pasteryzacja czy mikrofiltracja.
Współcześnie bardzo często piwa typu lager produkowane są z dodatkiem składników niesłodowanych, takich jak: cukier, proso, pszenica, kukurydza i ryż.
Lager jest najpopularniejszym rodzajem piwa dolnej fermentacji na świecie.

## Odmiany piwa lager
- dark lager
- light lager
- standard lager
- premium lager
- strong lager